# Nocario
Nocario (/noˈkarjo/, in corso Nucariu /nuˈɡarju/) è un comune francese di 57 abitanti situato nel dipartimento dell'Alta Corsica nella regione della Corsica.

## Società

### Evoluzione demografica
Abitanti censiti